# دادستان تهران
دادستان تهران، در بین دادستان‌های حوزه‌های دیگر قضایی، اهمیت خاصی در قوانین ایران دارد. این جایگاه «نماد اعمال حاکمیت حکومت در مرکز کشور» خوانده شده، و نقش ممتازی در نظام قضایی ایران دارد. اهمیت آن به دلیل مهم‌تر بودن پرونده‌های قضایی طرح شده در تهران است. در قوانین ایران به دادسرای تهران در بررسی بعضی از جرایم صلاحیتی اضافی نسبت به دادسراهای محلی اعطا شده‌است. دادستان تهران در جلسات مسئولان عالی قضایی به ریاست رئیس قوه قضائیه شرکت می‌کند. در آذر ۱۴۰۰، با حکم غلامحسین محسنی اژه‌ای، رئیس قوه قضائیه علی صالحی، به عنوان دادستان عمومی و انقلاب تهران منصوب شد. او در فروردین ۱۴۰۴، به دلیل نقش در بازداشت معترضان، صدور احکام اعدام و نقض حقوق بشر از سوی اتحادیه اروپا تحریم شد.

## صلاحیت‌های ویژه دادستان تهران
- بر اساس قانون تشکیل و طرز رسیدگی دیوان جزای عمال دولت «رسیدگی به تمامی جرایم استانداران و معاونان وزارتخانه‌ها و مدیران کل و فرمانداران و روسای ادارات استان‌ها و شهرستان‌ها و کلیه کارمندان قضایی که به سبب شغل دولتی مرتکب می‌شوند در دیوان کیفر به عمل می‌آید و نیز رسیدگی به جرایم اختلاس و هر نوع تصرف غیرقانونی و ارتشا و کلاهبرداری به سبب شغل دولتی سایر مستخدمان و مأموران که در قوانین دیوان کیفر پیش‌بینی شده در صورتی که مبلغ مورد اختلاس یا تصرف غیرقانونی یا کلاهبرداری دفعتاً واحده یا مجموعاً از ۳۰ هزار ریال و مبلغ رشوه دفعتاً واحده یا مجموعاً از ۵ هزار ریال بیشتر باشد در صلاحیت دیوان کیفر است.» پس از تصویب لایحه تشکیل دادگاه‌های عمومی در سال ۱۳۵۸، این دیوان منحل و وظایف دادسرای آن به دادسرای عمومی محول شد ولی بر اساس همین قانون «به کلیه جرایم استانداران و فرمانداران و دارندگان پایه‌های قضایی در دادسرا و دادگاه‌های جزایی تهران رسیدگی می‌شود.»[۱]
- بر اساس قانون تشکیل دادگاه‌های عمومی و انقلاب مصوب ۱۳۷۳ «رسیدگی به تمامی اتهامات اعضای مجمع تشخیص مصلحت نظام، شورای نگهبان، نمایندگان مجلس شورای اسلامی، وزرا و معاونین آنها، معاونان و مشاوران رؤسای سه قوه، سفرا، دادستان و رئیس دیوان محاسبات، دارندگان پایه قضایی، استانداران، فرمانداران و جرایم عمومی افسران نظامی و انتظامی از درجه سرتیپ و بالاتر و مدیران کل اطلاعات استان‌ها در صلاحیت دادگاه کیفری استان تهران می‌باشد. به استثنای مواردی که در صلاحیت سایر مراجع قضایی است.»[۱] تنها مقاماتی که از شمول رسیدگی دادستان تهران خارجند، رئیس مجمع تشخیص مصلحت نظام و رهبر هستند.[۵]
- دادسرای تهران در خصوص رسیدگی به اتهامات رئیس‌جمهور هم صالح دانسته شده‌است.[۱]
- بر اساس قانون راجع به استرداد مجرمان، اشخاص مسترد از خارج به دادسرای شهرستان تهران ارجاع می‌شوند. قانون مجازات اخلال کنندگان در امنیت پرواز هواپیما و خرابکاری در وسایل و تأسیسات هواپیمایی مصوب ۱۳۴۹ «رسیدگی به جرایم مندرج در این قانون منحصراً در صلاحیت مراجع قضایی پایتخت» می‌داند.[۱]

## فهرست دادستان‌ها

### پیش از انقلاب اسلامی
…
- موسی گودرزی (؟ – ۱۳ تیر ۱۳۲۵)
- عباسعلی بشیر فرهمند (۱۳ تیر ۱۳۲۵[۶] – اردیبهشت ۱۳۲۶)
- سید مهدی پیراسته (اردیبهشت ۱۳۲۶ – تابستان ۱۳۲۸)
- عبدالعطوف ریاحی (۱۳۲۸ – ۶ تیر ۱۳۲۹)
- تقی خستو (۶ تیر ۱۳۲۹[۷] – ؟)

…
- منوچهر پرتو

…
- احمد صدر حاج‌سیدجوادی (۲۷ اردیبهشت ۱۳۴۰[۸] – ۱۳۴۱)

…
- جهانگیر فیلسوفی (۱ فروردین ۱۳۴۳[۹] – ؟)

…
- احمد ناظمی (۲۰ آذر ۱۳۴۷ – ؟)

…
- عباس پیشوایی (آذر ۱۳۵۰ – بهمن ۱۳۵۵)
- ناصر مجیدیه (بهمن ۱۳۵۵ – ۱۳۵۷)

…

### پس از انقلاب اسلامی

#### دادستان عمومی تهران
1. ابوالفضل میرشمس شهشهانی (۱۳۵۷–۱۳۵۸)
2. ؟ (۱۳۵۸–۱۳۵۹)
3. حسین دادگر (۱۳۵۹–۱۳۶۳)
4. سید ضیاءالدین میرعمادی (۱۳۶۳ – ۷ شهریور ۱۳۶۸)
5. علی یونسی (۷ شهریور ۱۳۶۸ – ۱۴ فروردین ۱۳۷۲)[۱۰]
6. محمد ناصری صالح‌آبادی (۱۴ فروردین ۱۳۷۲ – ۱۳۷۳*)[۱۱]

#### دادستان انقلاب تهران
1. سید رضا زواره‌ای (؟ – ۱۱ تیر ۱۳۵۸)
2. احمد آذری قمی (۱۱ تیر ۱۳۵۸[۱۲] – ۲۴ شهریور ۱۳۵۸)
3. علی قدوسی (همزمان با تصدی دادستانی کل انقلاب) (شهریور ۱۳۵۸–آبان ۱۳۵۸)
4. سید اسدالله لاجوردی (۲۰ آبان ۱۳۵۸–دی ۱۳۶۳)
5. علی رازینی (۱۳۶۳–۱۳۶۶)
6. مرتضی اشراقی (۱۳۶۶ – ۷ شهریور ۱۳۶۸)
7. سید ابراهیم رئیسی (۷ شهریور ۱۳۶۸ – شهریور ۱۳۷۳)[۱۰]

#### دادستان عمومی و انقلاب تهران
1. سعید مرتضوی (۱۳۸۲–۱۳۸۸)
2. عباس جعفری دولت‌آبادی (۱۳۸۸–۱۳۹۸)
3. علی القاصی مهر (۱۳۹۸–آذر ۱۴۰۰)
4. علی صالحی (۱۴۰۰ تاکنون)

ملاحظات
§ همزمان «دادستان کل انقلاب» و «دادستان انقلاب تهران» بود. 
* دادسراها در ۱۳۷۳ برچیده و در ۱۳۸۲ بازگشوده شدند.

## تحریم‌های اتحادیه اروپا
در فروردین ۱۴۰۴، اتحادیه اروپا علی صالحی، دادستان عمومی و انقلاب تهران را، به دلیل نقش او در نقض جدی حقوق بشر در جمهوری اسلامی ایران، از جمله مشارکت در بازداشت زنان معترض به حجاب اجباری، دانشجویان و معترضان و همچنین صدور و اجرای احکام اعدام و شکنجه، در فهرست تحریم‌های خود قرار داد. این تحریم شامل مسدود شدن دارایی‌ها و ممنوعیت سفر وی به کشورهای عضو اتحادیه اروپا می‌شود.